# Scaptodrosophila krishnamurthyi
Scaptodrosophila krishnamurthyi är en tvåvingeart som först beskrevs av Sajjan och C. Adinarayana Reddy 1975.  Scaptodrosophila krishnamurthyi ingår i släktet Scaptodrosophila och familjen daggflugor. Inga underarter finns listade i Catalogue of Life.